# باکایوو (شهرستان کوشنارنکوفسکی، باشقیرستان)
باکایوو (انگلیسی: Bakayevo, Kushnarenkovsky District, Republic of Bashkortostan) یک شهرک در شهرستان کوشنارنکوفسکی جمهوری باشقیرستان در کشور روسیه است.